# Điện tử công suất
Điện tử công suất là công nghệ biến đổi điện năng từ dạng này sang dạng khác trong đó các phần tử bán dẫn công suất đóng vai trò trung tâm.
Bộ biến đổi điện tử công suất còn được gọi là bộ biến đổi tĩnh (static converter) để phân biệt với các máy điện truyền thống (electric machine) biến đổi điện dựa trên nguyên tắc biến đổi điện từ trường.

## Giới thiệu
Theo nghĩa rộng, nhiệm vụ của điện tử công suất là xử lý và điều khiển dòng năng lượng điện bằng cách cung cấp điện áp và dòng điện ở dạng thích hợp cho các tải. Tải sẽ quyết định các thông số về điện áp, dòng điện, tần số, và số pha tại ngõ ra của bộ biến đổi. Thông thường, một bộ điều khiển có hồi tiếp sẽ theo dõi ngõ ra của bộ biến đổi và cực tiểu hóa sai lệch giữa giá trị thực của ngõ ra và giá trị mong muốn (hay giá trị đặt).
Các bộ biến đổi bán dẫn là đối tượng nghiên cứu cơ bản của điện tử công suất. Trong các bộ biến đổi các phần tử bán dẫn công suất được sử dụng như những khóa bán dẫn, còn gọi là van bán dẫn, khi mở dẫn dòng thì nối tải vào nguồn, khi khóa thì không cho dòng điện chạy qua. Khác với các phần tử có tiếp điểm, các van bán dẫn thực hiện đóng cắt dòng điện mà không gây nên tia lửa điện, không bị mài mòn theo thời gian.Tuy có thể đóng ngắt các dòng điện lớn nhưng các phần tử bán dẫn công suất lại được điều khiển bởi các tín hiệu điện công suất nhỏ, tạo bởi các mạch điện tử công suất nhỏ. Quy luật nối tải vào nguồn phụ thuộc vào các sơ đồ của bộ biến đổi và phụ thuộc vào cách thức điều khiển các van trong bộ biến đổi. Như vậy quá trình biến đổi năng lượng được thực hiện với hiệu suất cao vì tổn thất trong bộ biến đổi chỉ là tổn thất trên các khóa điện tử, không đáng kể so với công suất điện cần biến đổi.Không những đạt được hiệu suất cao mà các bộ biến đổi còn có khả năng cung cấp cho phụ tải nguồn năng lượng với các đặc tính theo yêu cầu, đáp ứng các quá trình điều chỉnh, điều khiển trong một thời gian ngắn nhất, với chất lượng phù hợp trong các hệ thống tự động hoặc tự động hóa. Đây là đặc tính mà các bộ biến đổi có tiếp điểm hoặc kiểu điện từ không thể có được.
Với đối tượng nghiên cứu là các bộ biến đổi bán dẫn công suất, Điện tử công suất còn có tên gọi là "Kỹ thuật biến đổi điện năng". Để phân biệt với các chuyên ngành khác của kỹ thuật điện tử liên quan đến quá trình xử lý tín hiệu với mức điện áp thấp và dòng điện nhỏ, Điện tử công suất còn được gọi là "Kỹ thuật dòng điện mạnh". Tuy nhiên Điện tử công suất cũng nghiên cứu các sơ đồ mạch điều khiển các van bán dẫn công suất bằng các phần tử bán dẫn công suất nhỏ, vì vậy các tên gọi trên đây chỉ phản ánh một phần phạm vi nghiên cứu của lĩnh vực này.

## Ứng dụng
Điện tử công suất được ứng dụng rộng rãi trong hầu hết các ngành công nghiệp hiện đại. Có thể kể đến các ngành kỹ thuật mà trong đó có những ứng dụng tiêu biểu của các bộ biến đổi bán dẫn công suất như truyền động điện, giao thông đường sắt, nấu luyện thép, gia nhiệt cảm ứng, điện phân nhôm từ quặng mỏ, các quá trình điện phân trong công nghiệp hóa chất, trong rất nhiều các thiết bị công nghiệp và dân dụng khác nhau...Trong những năm gần đây công nghệ chế tạo các phần tử bán dẫn công suất đã có những tiến bộ vượt bậc và ngày càng trở nên hoàn thiện dẫn đến việc chế tạo các bộ biến đổi ngày càng nhỏ gọn, nhiều tính năng và sử dụng ngày càng dễ dàng hơn.

## Phân loại
Ta có thể phân loại các hệ thống biến đổi điện tử công suất dựa vào tín hiệu vào và ra là xoay chiều hay một chiều:
- Bộ chỉnh lưu (AC -> DC)
- Bộ nghịch lưu (DC -> AC)
- Bộ biến đổi điện xoay chiều (AC -> AC)
- Bộ biến đổi điện một chiều (DC -> DC)